# Evangelische Kirche (Wiesenbach)

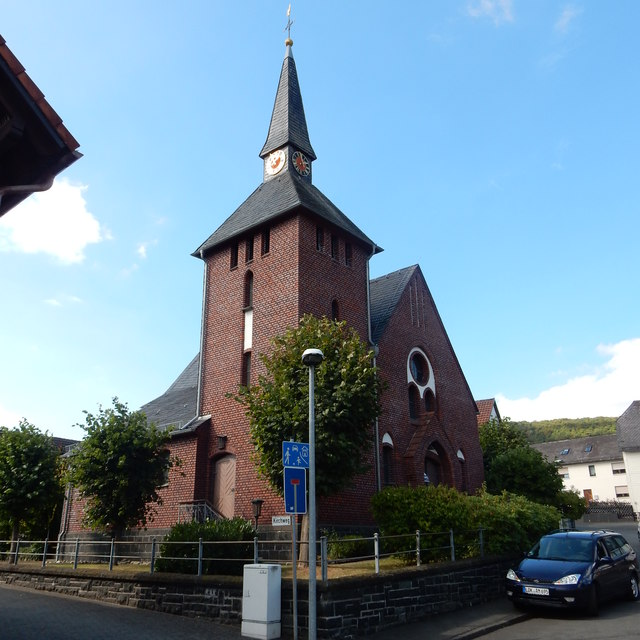
Evangelische Kirche (Wiesenbach)

Die Evangelische Kirche Wiesenbach ist ein denkmalgeschütztes Kirchengebäude in Wiesenbach im Hessischen Hinterland. Die Kirche gehört zur Kirchengemeinde Breidenbach im Dekanat Biedenkopf-Gladenbach in der Propstei Nord-Nassau der Evangelischen Kirche in Hessen und Nassau.

## Beschreibung
Die neugotische Hallenkirche wurde 1902/03 nach einem Entwurf von Ludwig Hofmann aus Backsteinen gebaut. Das Langhaus hat zwei Kirchenschiffe. An das Hauptschiff schließt sich im Westen ein querrechteckiger Chor an. Der Kirchturm steht im Osten, die Sakristei im Westen des Seitenschiffs.